# Nordatlantiske mandater
De nordatlantiske mandater er Færøernes og Grønlands medlemmer af Folketinget, som blev indført i forbindelse med ændringen af Danmarks Riges Grundlov i 1953. Begge er medlemmer af Rigsfællesskabet, og sender derfor to mandater hver (altså fire i alt), mens det egentlige Danmark grundet sin til sammenligning meget større befolkning sender 175 mandater til Folketinget.
Som selvstyrende dele af Kongeriget Danmark afholder Færøerne og Grønland deres egne folketingsvalg og indgår ikke i opgørelsen af valget i det egentlige Danmark – i modsætning til f.eks. Bornholm, som er garanteret 2 af de 175 danske mandater.

## Opgørelse af blå og røde mandater
Nedenstående opgørelse skal ses i lyset af diverse mediers meningsmålinger op til folketingsvalg, hvor de nordatlantiske mandater sjældent er medregnet. Som det ses, har mandaterne været ligeligt fordelt mellem blokkene ved valgene i en periode fra 1977 til 1998. Både før og siden har der været rødt flertal i Nordatlanten. Kun ved valget i 1994 har der været blåt flertal. Det skal understreges, at det er partiernes overordnede standpunkter, som må tages til indtægt ved støtte af regeringsdannelse.
| År   | Røde mandater | Blå mandater | Partier                                                               |
| 2019 | 3             | 1            | Siumut Inuit Ataqatigiit Javnaðarflokkurin Sambandsflokkurin          |
| 2015 | 4             | 0            | Siumut/Nunatta Qitornai Tjóðveldi Inuit Ataqatigiit Javnaðarflokkurin |
| 2011 | 3             | 1            | Siumut Sambandsflokkurin Inuit Ataqatigiit Javnaðarflokkurin          |
| 2007 | 3             | 1            | Inuit Ataqatigiit Siumut Tjóðveldi Sambandsflokkurin                  |
| 2005 | 3             | 1            | Tjóðveldi Fólkaflokkurin Siumut Inuit Ataqatigiit                     |
| 2001 | 3             | 1            | Tjóðveldi Sambandsflokkurin Siumut Inuit Ataqatigiit                  |
| 1998 | 2             | 2            | Fólkaflokkurin Siumut Javnaðarflokkurin Atassut                       |
| 1994 | 1             | 3            | Siumut Atassut Fólkaflokkurin Sambandsflokkurin                       |
| 1990 | 2             | 2            | Færøske Socialdemokrati Siumut Atassut Fólkaflokkurin                 |
| 1988 | 2             | 2            | Sambandsflokkurin Siumut Atassut Fólkaflokkurin                       |
| 1987 | 2             | 2            | Færøske Socialdemokrati Siumut Atassut Fólkaflokkurin                 |
| 1984 | 2             | 2            | Siumut Sambandsflokkurin Atassut Fólkaflokkurin                       |
| 1981 | 2             | 2            | Færøske Socialdemokrati Sambandsflokkurin Atassut Siumut              |
| 1979 | 2             | 2            | Færøske Socialdemokrati Sambandsflokkurin Atassut Siumut              |
| 1977 | 2             | 2            | Sambandsflokkurin Færøske Socialdemokrati UP (Siumut) UP (Atassut)    |
| 1975 | 4             | 0            | Færøske Socialdemokrati Tjóðveldi UP (Siumut) Sukaq                   |
| 1973 | 4             | 0            | Færøske Socialdemokrati Tjóðveldi Sukaq UP (Siumut)                   |
| 1971 | 3             | 1            | Fólkaflokkurin Færøske Socialdemokrati UP (Sukaq) UP (Siumut)         |
| 1968 | 3             | 1            | Fólkaflokkurin Færøske Socialdemokrati UP (Siumut) UP (Sukaq)         |
| 1966 | 3             | 1            | Fólkaflokkurin Færøske Socialdemokrati UP (Siumut) UP (Sukaq)         |
| 1964 | 3             | 1            | Fólkaflokkurin Færøske Socialdemokrati UP (Sukaq) UP (Siumut)         |
| 1960 | 3             | 1            | Sambandsflokkurin Færøske Socialdemokrati UP UP (Siumut)              |
| 1957 | 2             |              | Sambandsflokkurin Fólkaflokkurin UP                                   |
| 1953 | 1             | 1            | Sambandsflokkurin Færøske Socialdemokrati UP                          |

Kilde: Folketingets Oplysning, folketinget.dk
Partier i parentes angiver medlemmet som senere stifter, medstifter eller medlem af partiet. Pt. har det ikke været muligt at ubestridligt at fastslå de fleste grønlandske medlemmers politiske observans ved de første 3 valg.

## Nordatlantiske mandater siden 1979
Valgte nordatlandiske medlemmer ved alle valg siden 23.10.1979:
Valget 23.10.1979 & valget 8.12.1981:
Jacob Lindenskov, (S, Færøerne)
Pauli Ellefsen (Sambandspartiet, Færøerne)
Otto Steenholdt (Atassut, Grønland)
Preben Lange (Siumut, Grønland)
Valget 10.1.1984:
Preben Lange (Siumut, Grønland)
Pauli Ellefsen (Sambandspartiet, Færøerne)
Otto Steenholdt (Atassut, Grønland)
Óli Breckmann (Folkeflokken, Færøerne)
Valget 8.9.1987:
Atli Dam (S, Færøerne)
Hans-Pavia Rosing (Siumut, Grønland)
Otto Steenholdt (Atassut, Grønland)
Óli Breckmann (Folkeflokken, Færøerne)
Valget 10.5.1988:
Pauli Ellefsen (Sambandspartiet, Færøerne)
Hans-Pavia Rosing (Siumut, Grønland)
Otto Steenholdt (Atassut, Grønland)
Óli Breckmann (Folkeflokken, Færøerne)
Valget 12. december 1990:
Atli Dam (S, Færøerne)
Hans-Pavia Rosing (Siumut, Grønland)
Otto Steenholdt (Atassut, Grønland)
Óli Breckmann (Folkeflokken, Færøerne)
Valget 21.9.1994:
Hans-Pavia Rosing (Siumut, Grønland)
Otto Steenholdt (Atassut, Grønland)
Óli Breckmann (Folkeflokken, Færøerne)
Edmund Joensen (Sambandspartiet, Færøerne)
Valget 11.3.1998:
Óli Breckmann (Folkeflokken, Færøerne)
Hans-Pavia Rosing (Siumut, Grønland)
Jóhannes Eidesgaard (Det Færøske Socialdemokrati –Javnadarflokkurin)
Ellen Kristensen (Atassut, grønland)
Valget 21.11.2001:
Høgni Hoydal (Tjódveldisflokkurin – Republikanerne, Færøerne)
Lisbeth L. Petersen (Sambandspartiet, Færøerne)
Lars-Emil Johansen (Siumut, Grønland)
Kuupik Kleist (Inuit Ataqatigiit, Grønland)
Valget 08.02.2005:
Høgni Hoydal (Tjódveldisflokkurin – Republikanerne, Færøerne)
Anfinn Kallsberg (Fólkaflokkurin, Færøerne)
Lars-Emil Johansen (Siumut, Grønland)
Kuupik Kleist (Inuit Ataqatigiit, Grønland)
Valget 13. november 2007
Juliane Henningsen (Inuit Ataqatigiit)
Lars Emil Johansen (Siumut)
Høgni Hoydal (Tjódveldisflokkurin)
Edmund Joensen (Sambandsflokkurin)
Valget 15. september 2011
Doris Jakobsen (Siumut, Grønland)
Edmund Joensen (Sambandsflokkurin, Færøerne)
Sara Olsvig (Inuit Ataqatigiit, Grønland)
Sjurður Skaale (Javnaðarflokkurin, Færøerne)
Valget 18. juni 2015
Aleqa Hammond (18/62015 - 23/8 2016 Siumuts folketingsgruppe. 23/8 2016 - 25/4 2018 løsgænger og med den 25/4 2018 det grønlandske parti Nunatta Qitornai)
Høgni Hoydal (Tjóðveldi, Færøerne)
Aaja Chemnitz Larsen (Inuit Ataqatigiit, Grønland)
Sjurður Skaale (Javnaðarflokkurin, Færøerne)
Valget 5. juni 2019
Aki-Matilda Høegh-Dam (Siumut, Grønland)
Aaja Chemnitz Larsen (Inuit Ataqatigiit, Grønland)
Sjurður Skaale (Javnaðarflokkurin, Færøerne)
Edmund Joensen (Sambandsflokkurin, Færøerne)
Kilde: Folketingets Oplysning